# Huertezuelas
Huertezuelas es una localidad y pedanía española perteneciente al municipio de Calzada de Calatrava, en la provincia de Ciudad Real, comunidad autónoma de Castilla-La Mancha. Está situada en la parte central de la comarca de la Sierra Morena Ciudadrealeña. Cerca de esta localidad se encuentra el núcleo de San Lorenzo de Calatrava.

## Demografía
Según el Instituto Nacional de Estadística de España, en el año 2020 Huertezuelas contaba con 81 habitantes censados, lo que representa el 2,23% de la población total del municipio.

### Evolución de la población
| Gráfica de evolución demográfica de Huertezuelas entre 2010 y 2020 |
|                                                                    |
| Datos según el nomenclátor publicado por el INE.                   |

## Comunicaciones

### Carreteras
La principal vía de comunicación que transcurre por esta localidad es:
| Identificador | Denominación              | Itinerario             |
| ------------- | ------------------------- | ---------------------- |
| CR-5041       | De CM-4111 a Huertezuelas | CM-4111 - Huertezuelas |

Algunas distancias entre Huertezuelas y otras ciudades:
| Ciudades             | Distancia (km) |
| -------------------- | -------------- |
| Calzada de Calatrava | 37             |
| Almagro              | 61             |
| Ciudad Real          | 76             |

## Cultura

### Fiestas
Huertezuelas celebra sus fiestas el segundo fin de semana de julio en honor a la Virgen del Carmen, patrona del pueblo.